# Landkreis Weimarer Land
Der Landkreis Weimarer Land (satzungsgemäß Kreis Weimarer Land) ist ein Landkreis in Thüringen, der sich von der Landeshauptstadt Erfurt östlich bis zur Landesgrenze zu Sachsen-Anhalt erstreckt. Die Kreisstadt ist Apolda.

## Geographie

### Lage in Thüringen
Der Landkreis Weimarer Land liegt in der östlichen Mitte Thüringens und gehört zur Planungsregion Mittelthüringen. Nachbarkreise sind im Norden der Landkreis Sömmerda sowie der sachsen-anhaltische Burgenlandkreis, im Osten der Saale-Holzland-Kreis und die kreisfreie Stadt Jena, im Süden der Landkreis Saalfeld-Rudolstadt, im Südwesten der Ilm-Kreis und im Westen die kreisfreie Stadt Erfurt. Die kreisfreie Stadt Weimar wird vollständig vom Landkreis Weimarer Land umgeben.

### Landschaft, Naturräume und Berge
Der Landkreis Weimarer Land lässt sich in zwei Naturräume gliedern, welche beide stark durch die Landwirtschaft genutzt werden.
Sein südlicher Teil besteht hauptsächlich aus der Ilm-Saale-Platte, welche einen häufigen Wechsel der Boden- und Flächennutzung aufweist und ein Muschelkalk-Bergland darstellt und auf Kalksandstein ist die Buche der häufigste Baum, während im Gebiet Tannroda, Blankenhain, Bad Berka auf Buntsandstein fast ausschließlich Fichte und Kiefer anzutreffen sind.
Der nördliche Bereich gehört vorwiegend zum Thüringer Becken bzw. zum Innerthüringer Ackerhügelland. Es ist ebenso wie der südliche Teil stark vom Ackerbau geprägt, was vor allem aus dem weit verbreiteten Lößboden resultiert, und weist nur geringe Höhenunterschiede von bis zu 100 Metern auf einer Höhe von 200 bis 300 m ü. NN auf. In geologischer Hinsicht gehört der nördliche Teil zum Thüringer Keuperbecken. Es weist fast keine Waldflächen auf. Die größte Nord-Süd-Ausdehnung des Kreises beträgt ca. 33 km, die größte Ost-West-Ausdehnung ca. 36 km.
Die höchste Erhebung des Landkreises ist mit 513 m ü. NN der Riechheimer Berg in der Gemeinde Hohenfelden. Seine tiefste Stelle liegt am Zusammenfluss von Ilm und Saale bei Großheringen auf 118 m ü. NN. Im Norden des Landkreises liegen die Höhenzüge der Finne und in seinem Süden das Tannrodaer Waldland sowie Ausläufer des Thüringer Walds.
Berge im Landkreis Weimarer Land:
→ siehe auch Absatz Ilm-Saale-Platte des Artikels Liste der Berge in Thüringen
| Name             | Höhe (m ü. NN) | Gemeinde    |
| ---------------- | -------------- | ----------- |
| Riechheimer Berg | 513            | Hohenfelden |
| Kaitsch (Kötsch) | 497            | Kiliansroda |
| Windberg         | 484            | Kranichfeld |
| Kesselberg       | 463            | Keßlar      |

### Flächennutzung
Die Nutzung der Kreisfläche ist in zahlreichen Gemeinden unterschiedlich. Im nördlichen Landkreis werden fast immer über 80 Prozent der Gemeindefläche landwirtschaftlich genutzt, was auch bei einigen südlich gelegenen Gemeinden der Fall ist, wie beispielsweise in Lehnstedt, Kleinschwabhausen und Magdala. Der größte Anteil an Waldfläche ist häufig im Süden mit über 25 Prozent anzutreffen. Im restlichen Kreisgebiet liegt dieser Wert meist bei 2 bis 10 Prozent. Der Anteil an Siedlungs- und Verkehrsfläche hängt jeweils von der Größe der Gemeinde ab und ist somit mit 20,9 Prozent in Apolda am höchsten und mit unter 5 Prozent in Buchfart, Döbritschen, Gebstedt, Hammerstedt und Rittersdorf am niedrigsten. Da große, natürliche Gewässer fehlen, konzentriert sich die Wasserfläche auf den Stausee Hohenfelden, die Talsperre Großbrembach und die landwirtschaftlichen Wasserspeicher bei Vippachedelhausen und Schwerstedt. Die restliche Fläche wird meist für den Bergbau genutzt.
| Art der Nutzung                | Weimarer Land     | Thüringen             |
| ------------------------------ | ----------------- | --------------------- |
| Siedlungs- und Verkehrsflächen | 072,21 km² 09,0 % | 01.477,91 km² 09,14 % |
| Wald                           | 129,29 km² 16,1 % | 05.156,75 km² 31,89 % |
| Ackerland                      | 582,20 km² 72,5 % | 08.736,29 km² 54,02 % |
| Wasserflächen                  | 008,03 km² 01,0 % | 00.193,97 km² 01,20 % |
| Gesamt                         | 803,03 km²        | 16.171,96 km²         |

### Landschafts- und Naturschutzgebiete
Im Weimarer Land gibt es drei Landschaftsschutzgebiete. Das größte ist das „Ilmtal von Oettern bis Kranichfeld“ mit einer Fläche von ungefähr 19.213 Hektar, das teilweise auch in den Ilm-Kreis, die Stadt Weimar und die Stadt Erfurt hineinragt. Das „Mittlere Saaletal“ ist fast 16.622 Hektar groß und berührt den Landkreis nur an der nördlichen und östlichen Grenze zum Saale-Holzland-Kreis. Das kleinste Landschaftsschutzgebiet ist der „Schötener Grund“. Er erstreckt sich vom Apoldaer Stadtzentrum bis zur Ortschaft Schöten und ist ungefähr 50 Hektar groß.
Neben den drei Landschaftsschutzgebieten hat der Landkreis auch Anteil an acht Naturschutzgebieten, von denen fünf ausschließlich zum Weimarer Land gehören. Das Gebiet „Seeteich Blankenhain“ hat eine Größe von 15,4 Hektar und liegt im Tannrodaer Waldland. Es ist ein Feuchtgebiet mit Teich, Röhrichtbestand, einem Bachlauf mit begleitenden Gehölzen, kleineren Feuchtwiesen und anderen Biotopen. Das Gebiet „Lohholz“ liegt zwischen den Gemeinden Eckolstädt im Weimarer Land und Hirschroda im Saale-Holzland-Kreis und ist 30,4 Hektar groß. Es besteht größtenteils aus einem Waldgebiet sowie im Norden aus einer Streuobstwiese und im Osten aus einer Glatthafer- und Nasswiese. Der „Großschwabhäuser Hain“, fast 54 Hektar groß, ist ebenso ein Waldgebiet, welches hauptsächlich vom Laubmischwald geprägt wird und als Lebensraum für seltene, gefährdete und stark gefährdete Arten von regionaler Bedeutung ist. Andere Naturschutzgebiete im Weimarer Land sind die „Prinzenschneise“ (101 Hektar) und der „Südhang Ettersberg“ (408,3 Hektar), welche teilweise in Weimar liegen sowie die „Diebskammer“ (73 Hektar), das „Maientännig“ (80,5 Hektar) und der „Weißenberg“ (34,8 Hektar), welche nur auf dem Gebiet des Weimarer Landes liegen.

## Geschichte

### Geschichte der Verwaltungseinheit
Der Landkreis Weimarer Land entstand 1994 im Zuge der Kreis- und Gemeindereform Thüringens durch die Zusammenlegung der alten Landkreise Apolda und Weimar-Land, wobei zugleich Gemeinden des alten Landkreises Erfurt-Land und die Gemeinde Drößnitz des Landkreises Jena-Land eingegliedert wurden. Verwaltungssitz ist die Stadt Apolda. Das Landratsamt Apolda hat eine Außenstelle in Weimar.
Aus dem ehemaligen Landkreis Weimar wurden 1994 die Gemeinden Gaberndorf, Gelmeroda, Legefeld, Niedergrunstedt, Possendorf, Süßenborn, Taubach und Tröbsdorf der kreisfreien Stadt Weimar angeschlossen. Zum 1. Januar 1997 wechselte die Gemeinde Neckeroda vom Landkreis Saalfeld-Rudolstadt in den Landkreis Weimarer Land.

### Einwohnerentwicklung
| Jahr | Einwohner |
| ---- | --------- |
| 1994 | 88.350    |
| 1995 | 89.261    |
| 1996 | 90.414    |
| 1997 | 91.566    |
| 1998 | 91.790    |
| 1999 | 91.937    |
| 2000 | 91.443    |
| 2001 | 90.905    |
| 2002 | 90.262    |
| 2003 | 89.480    |

| Jahr | Einwohner |
| ---- | --------- |
| 2004 | 88.862    |
| 2005 | 88.292    |
| 2006 | 87.399    |
| 2007 | 86.568    |
| 2008 | 85.509    |
| 2009 | 84.935    |
| 2010 | 84.693    |
| 2011 | 84.279    |
| 2012 | 82.016    |
| 2013 | 81.704    |

| Jahr | Einwohner |
| ---- | --------- |
| 2014 | 81.641    |
| 2015 | 82.127    |
| 2016 | 82.316    |
| 2017 | 82.131    |
| 2018 | 81.947    |
| 2019 | 82.156    |
| 2020 | 82.291    |
| 2021 | 82.103    |
| 2022 | 83.148    |
| 2023 | 82.868    |

| Jahr | Einwohner |
| ---- | --------- |
| 2024 | 82.392    |

Datenquelle: ab 1994 Thüringer Landesamt für Statistik – Werte vom 31. Dezember

## Politik

### Kreistag
Die Kommunalwahlen am 26. Mai 2024 führten im Landkreis Weimarer Land zum in nebenstehendem Diagramm dargestellten Ergebnis. Daraus ergab sich folgende Sitzverteilung im Kreistag:
| Partei             | Sitze   | Sitzverteilung im Kreistag Weimarer Land seit 2024Insgesamt 46 Sitze - Linke: 4 - SPD: 3 - Grüne: 2 - FDP: 1 - FWW: 4 - KVBIWL: 4 - CDU: 16 - AfD: 12 |
| CDU                | 16 (+1) | Sitzverteilung im Kreistag Weimarer Land seit 2024Insgesamt 46 Sitze - Linke: 4 - SPD: 3 - Grüne: 2 - FDP: 1 - FWW: 4 - KVBIWL: 4 - CDU: 16 - AfD: 12 |
| AfD                | 12 (+4) | Sitzverteilung im Kreistag Weimarer Land seit 2024Insgesamt 46 Sitze - Linke: 4 - SPD: 3 - Grüne: 2 - FDP: 1 - FWW: 4 - KVBIWL: 4 - CDU: 16 - AfD: 12 |
| FW Weimarer Land   | 4 (−2)  | Sitzverteilung im Kreistag Weimarer Land seit 2024Insgesamt 46 Sitze - Linke: 4 - SPD: 3 - Grüne: 2 - FDP: 1 - FWW: 4 - KVBIWL: 4 - CDU: 16 - AfD: 12 |
| KVBI Weimarer Land | 4 (+1)  | Sitzverteilung im Kreistag Weimarer Land seit 2024Insgesamt 46 Sitze - Linke: 4 - SPD: 3 - Grüne: 2 - FDP: 1 - FWW: 4 - KVBIWL: 4 - CDU: 16 - AfD: 12 |
| DIE LINKE          | 4 (−1)  | Sitzverteilung im Kreistag Weimarer Land seit 2024Insgesamt 46 Sitze - Linke: 4 - SPD: 3 - Grüne: 2 - FDP: 1 - FWW: 4 - KVBIWL: 4 - CDU: 16 - AfD: 12 |
| SPD                | 3 (±0)  | Sitzverteilung im Kreistag Weimarer Land seit 2024Insgesamt 46 Sitze - Linke: 4 - SPD: 3 - Grüne: 2 - FDP: 1 - FWW: 4 - KVBIWL: 4 - CDU: 16 - AfD: 12 |
| GRÜNE              | 2 (−1)  | Sitzverteilung im Kreistag Weimarer Land seit 2024Insgesamt 46 Sitze - Linke: 4 - SPD: 3 - Grüne: 2 - FDP: 1 - FWW: 4 - KVBIWL: 4 - CDU: 16 - AfD: 12 |
| FDP                | 1 (−1)  | Sitzverteilung im Kreistag Weimarer Land seit 2024Insgesamt 46 Sitze - Linke: 4 - SPD: 3 - Grüne: 2 - FDP: 1 - FWW: 4 - KVBIWL: 4 - CDU: 16 - AfD: 12 |
| HEIMAT             | 0 (−1)  | Sitzverteilung im Kreistag Weimarer Land seit 2024Insgesamt 46 Sitze - Linke: 4 - SPD: 3 - Grüne: 2 - FDP: 1 - FWW: 4 - KVBIWL: 4 - CDU: 16 - AfD: 12 |

Die Kommunalwahlen von 1990 bis 2024 hatten folgende Ergebnisse (dabei sind die Ergebnisse der Wahl 2024 fett dargestellt):
| Parteien und Wählergemeinschaften | Parteien und Wählergemeinschaften                | % 1994 | Sitze 1994 | % 1999 | Sitze 1999 | % 2004 | Sitze 2004 | % 2009 | Sitze 2009 | % 2014 | Sitze 2014 | % 2019 | Sitze 2019 | % 2024 | Sitze 2024 |
| --------------------------------- | ------------------------------------------------ | ------ | ---------- | ------ | ---------- | ------ | ---------- | ------ | ---------- | ------ | ---------- | ------ | ---------- | ------ | ---------- |
| CDU                               | Christlich Demokratische Union Deutschlands      | 35,4   | 19         | 38,6   | 21         | 41,8   | 20         | 34,2   | 16         | 35,8   | 17         | 33,5   | 15         | 34,0   | 16         |
| AfD                               | Alternative für Deutschland                      | –      | –          | –      | –          | –      | –          | –      | –          | 04,6   | 02         | 17,6   | 08         | 26,4   | 12         |
| FWW 1                             | Freie Wähler Weimarer Land                       | 03,4   | –          | 04,1   | –          | 11,1   | 05         | 18,2   | 08         | 14,7   | 07         | 12,6   | 06         | 08,8   | 04         |
| LINKE 2                           | DIE LINKE                                        | 13,0   | 07         | 13,2   | 07         | 19,7   | 09         | 16,4   | 08         | 16,0   | 07         | 10,7   | 05         | 07,4   | 04         |
| KVBIWL 3                          | Kreisverband der Bürgerinitiativen Weimarer Land | –      | 0–         | –      | –          | –      | 0–         | –      | 0–         | 02,6   | 01         | 07,1   | 03         | 08,7   | 04         |
| GRÜNE                             | Bündnis 90/Die Grünen                            | 05,4   | 03         | 02,0   | –          | 03,1   | 0–         | 04,7   | 02         | 04,5   | 02         | 06,7   | 03         | 03,7   | 02         |
| SPD                               | Sozialdemokratische Partei Deutschlands          | 21,8   | 12         | 26,9   | 15         | 13,1   | 06         | 18,1   | 08         | 13,9   | 06         | 06,6   | 03         | 07,2   | 03         |
| FDP 4                             | Freie Demokratische Partei                       | 09,4   | 05         | 05,0   | 0–         | 05,9   | 03         | 08,4   | 04         | 03,5   | 02         | 04,1   | 02         | 03,1   | 01         |
| HEIMAT 5                          | Die Heimat                                       | 0–     | 0–         | 0–     | 0–         | 0–     | 0–         | 0–     | 0–         | 03,0   | 01         | 01,2   | 01         | 00,7   | 0–         |
| PIRATEN                           | Piratenpartei Deutschland                        | 0–     | 0–         | 0–     | 0–         | 0–     | 0–         | 0–     | 0–         | 01,3   | 01         | 0–     | 0–         | 0–     | 0–         |
| BürgerA 6                         | Bürgerallianz Thüringen                          | 0–     | 0–         | 05,5   | 03         | 05,2   | 03         | 0–     | 0–         | 0–     | 0–         | 0–     | 0–         | 0–     | 0–         |
| Wahlbeteiligung in %              | Wahlbeteiligung in %                             | 74,1 % | 74,1 %     | 62,8 % | 62,8 %     | 56,2 % | 56,2 %     | 56,4 % | 56,4 %     | 56,2 % | 56,2 %     | 64,7 % | 64,7 %     | 65,3 % | 65,3 %     |

### Landrat
Landrätin des Kreises Weimarer Land ist seit 2018 Christiane Schmidt-Rose (CDU). Sie löste den parteilosen Hans-Helmut Münchberg ab, der seit der Gründung des Landkreises 1994 im Amt war und zuvor bereits von 1990 bis 1994 Landrat des Vorgängerkreises Apolda gewesen war.

### Wappen und Flagge
Das Wappen wurde am 24. November 1994 durch das Thüringer Landesverwaltungsamt genehmigt. Im Wappen des Landkreises sind die Wappen verschiedener Herrschaften zusammengeführt, die im Gebiet des Landkreises von Bedeutung waren.
Blasonierung: „Halbgeteilt und gespalten; oben vorn in Rot ein silbernes sechsspeichiges Rad, unten vorn in Silber drei rote Äpfel (2 : 1) und hinten in Gold ein schwarzer Löwe mit roter ausgeschlagener Zunge und Bewehrung.“
Das sechsspeichige silberne Rad auf dem roten Grund steht für das Mainzer Rad aus dem Erfurter Stadtwappen. Die Gemeinden Kapellendorf, Tonndorf und Blankenhain waren lange Zeit in Erfurter Besitz. Die drei roten Äpfel auf silbernen Untergrund verweisen auf die Herren von Apolda. Der schwarze Löwe mit roter Zunge auf goldenem Grund steht für den Meißner Löwen und symbolisiert die Gebiete des Großherzogtums Sachsen-Weimar-Eisenach.
Die am 24. November 1994 genehmigte Flagge des Landkreises ist weiß-rot längs gestreift und trägt das Landkreiswappen.

### Kreispartnerschaften
Der Landkreis Weimarer Land unterhält zu folgenden Landkreisen eine Partnerschaft:
- Landkreis Groß-Gerau in Hessen
- Landkreis Freising in Bayern
- Landkreis Waldeck-Frankenberg in Hessen

## Wirtschaft
Im Zukunftsatlas 2016 belegte der Landkreis Weimarer Land Platz 303 von 402 Landkreisen und kreisfreien Städten in Deutschland und zählt damit zu den Landkreisen mit „Zukunftsrisiken“.
Mittelständische Betriebe und Gewerbeleistende bilden den Schwerpunkt der Wirtschaft dieses Landkreises. Eine nicht unerhebliche Einnahmequelle ist zudem die „Kultur- und Tourismus-Industrie“.

### Gesundheitswirtschaft
Das Robert-Koch-Krankenhaus Apolda ist ein Krankenhaus mit dem Landkreis als Träger, die Zentralklinik Bad Berka gehört zur Rhön-Klinikum AG, während die Blankenhainer Klinik seit 1997 zu den Helios Kliniken gehört.
In Bad Berka gibt es drei Rehakliniken, die alle zur Median-Gruppe gehören.
Bad Sulza hat zwei Rehakliniken, die Sophienklinik mit einem breiten Spektrum an Indikationen ist eine Tochter des Sophien- und Hufeland-Klinikums Weimar. Daneben gibt es das Klinikzentrum Bad Sulza als Rehaklinik für Dermatologie, Pneumologie und Orthopädie mit psychologischem Dienst.

## Verkehr

### Straßenverkehr
Der Landkreis wird von einer Autobahn und drei Bundesstraßen durchzogen. Die Bundesautobahn 4 durchzieht den Kreis sechsspurig von Magdala im Osten nach Klettbach im Westen und hat im Kreisgebiet die Anschlussstellen Magdala, Apolda, Nohra und Erfurt-Ost, wobei sich letztere an der Grenze zu Erfurt befindet.
Die wichtigste Bundesstraße ist die B 87 von Ilmenau nach Frankfurt (Oder), welche den Landkreis von Rannstedt im Nordosten nach Kranichfeld im Südwesten durchzieht und an der die Städte Apolda und Bad Berka liegen. Zwischen der AS Apolda in Mellingen und Bad Berka wurde sie zur Kreisstraße K 511 herabgestuft. Die B 87 wird in Umpferstedt von der B 7 gekreuzt, die fast parallel zur A 4 verläuft. Sie verbindet auf einem Teilstück die Städte Erfurt und Jena und somit den westlichen mit dem östlichen Süden des Weimarer Landes. Die B 85 verläuft, ebenso wie die B 87, von Norden nach Süden und verbindet im Landkreis die Städte Buttelstedt, Bad Berka und Blankenhain. Sie kreuzt die B 87 im Stadtzentrum von Bad Berka. Die B 7 und die B 85 verlaufen zudem durch das Stadtgebiet von Weimar.
Ergänzt wird dieses Straßennetz durch die Landesstraße 1053 von der AS Nohra nach Bad Berka, die L 1057 von Buttstädt nach Apolda, die L 1052 von der AS Erfurt-Ost über Klettbach nach Kranichfeld, die L 1054 von Weimar über Berlstedt zur AS Sömmerda-Süd der A 71, die L 1055 von Berlstedt nach Erfurt-Kerspleben, die L 1059 von Apolda nach Camburg, die L 1060 von Großheringen über Bad Sulza, Apolda, Jena-Isserstedt, Magdala nach Blankenhain, die L 1061 von Großheringen nach Camburg und die L 2158 von Reisdorf nach Bad Sulza.
Der Linienbusverkehr, der fast jeden Ort des Kreises bedient, bildet neben dem Bahnverkehr den Hauptträger des öffentlichen Nahverkehrs im Weimarer Land. Dieser wird von der Personenverkehrsgesellschaft Weimarer Land  durchgeführt.

### Schienenverkehr
Im Landkreis verläuft die 2015 fertiggestellte Neubaustrecke Erfurt–Leipzig/Halle, die den nordwestlichen Teil des Landkreises tangiert. Zwei weitere Hauptstrecken sind die Thüringer Bahn, welche von Halle (Saale) über Erfurt nach Eisenach verläuft und mit den Bahnhöfen Großheringen, Bad Sulza, Niedertrebra, Apolda, Oßmannstedt und Hopfgarten sechs Stationen im Kreisgebiet hat, sowie die „Mitte-Deutschland-Verbindung“ von Aachen über Köln, Kassel und Erfurt nach Chemnitz, welche mit den Bahnhöfen Mellingen und Großschwabhausen zwei Haltepunkte im Kreisgebiet hat. Die innerhalb des Landkreises gelegene Teilstrecke Weimar–Jena ist zweigleisig ausgebaut, aber bisher nicht elektrifiziert.
Des Weiteren gibt es zwei Nebenstrecken, die von regionaler Bedeutung sind. Die „Ilmtalbahn“ verläuft von Weimar über Bad Berka nach Kranichfeld und ist ungefähr 25 Kilometer lang. Auf ihr fahren stündlich Züge, was die Erschließung des südlichen Landkreises erheblich verbessert. Die „Pfefferminzbahn“ wird zwischen Eckartsberga und Großheringen nur im Güterverkehr genutzt. Der Bahnhof Großheringen verfügt zudem über eine Anbindung an die „Saalbahn“ in Richtung Jena und Saalfeld/Saale.

### Flugverkehr
Der Landkreis verfügt über keinen eigenen internationalen Flughafen. Der nächste Flughafen dieser Art befindet sich in Erfurt. Die Gemeinden Bad Berka und Umpferstedt verfügen über je einen Sonderlandeplatz. Nahe der Kreisgrenze befinden sich außerdem die Verkehrslandeplätze Jena-Schöngleina im Saale-Holzland-Kreis, Rudolstadt-Groschwitz im Landkreis Saalfeld-Rudolstadt sowie Alkersleben im Ilm-Kreis.

## Gemeinden
Apolda ist als Mittelzentrum ausgewiesen.
Grundzentren sind Am Ettersberg, Bad Berka, Bad Sulza, Blankenhain und Grammetal.
(Einwohner am 31. Dezember 2024)
| gemeinschaftsfreie Gemeinden 1. Apolda, Stadt (22.787) 2. Bad Berka, Stadt (7.389) 3. Blankenhain, Stadt (6.543) 4. Grammetal, Landgemeinde (6.437) 5. Ilmtal-Weinstraße, Landgemeinde (6.169) | erfüllende Gemeinden 1. Am Ettersberg, Landgemeinde (7.010), erfüllende Gemeinde auch für 1. Ballstedt (285) 2. Ettersburg (733) 3. Neumark, Stadt (462) 2. Bad Sulza, Stadt, Landgemeinde (8.001), erfüllende Gemeinde auch für 1. Eberstedt (200) 2. Großheringen (630) 3. Niedertrebra (757) 4. Obertrebra (236) 5. Schmiedehausen (344) |  |

Verwaltungsgemeinschaften

* Verwaltungssitz
| - 1. Verwaltungsgemeinschaft Kranichfeld (6.207) 1. Hohenfelden (374) 2. Klettbach (1.239) 3. Kranichfeld, Stadt * (3.376) 4. Nauendorf (309) 5. Rittersdorf (268) 6. Tonndorf (641) | - 2. Verwaltungsgemeinschaft Mellingen (8.202) 1. Buchfart (202) 2. Döbritschen (225) 3. Frankendorf (150) 4. Großschwabhausen (1.068) 5. Hammerstedt (184) 6. Hetschburg (227) 7. Kapellendorf (415) 8. Kiliansroda (189) 9. Kleinschwabhausen (218) 10. Lehnstedt (338) 11. Magdala, Stadt (1.924) 12. Mechelroda (262) 13. Mellingen * (1.498) 14. Oettern (114) 15. Umpferstedt (669) 16. Vollersroda (206) 17. Wiegendorf (313) |

Zu den Begriffen „Verwaltungsgemeinschaft“ bzw. „erfüllende Gemeinde“ siehe Verwaltungsgemeinschaft und erfüllende Gemeinde (Thüringen).

## Gebietsveränderungen

### Gemeinden
- Auflösung der Gemeinde Drößnitz – Eingliederung nach Blankenhain (2. September 1995)
- Auflösung der Gemeinden Eckolstädt, Großromstedt, Hermstedt, Kleinromstedt, Kösnitz, Münchengosserstädt, Pfuhlsborn, Stobra und Wormstedt – Zusammenschluss zur Gemeinde Saaleplatte (15. März 1996)
- Auflösung der Gemeinde Neckeroda aus dem Landkreis Saalfeld-Rudolstadt – Eingliederung nach Blankenhain (1. Januar 1997)
- Auflösung der Gemeinde Hohlstedt – Eingliederung nach Großschwabhausen (1. Dezember 2007)
- Auflösung der Gemeinde Hottelstedt – Eingliederung nach Berlstedt (1. Dezember 2007)
- Auflösung der Gemeinde Utzberg – Eingliederung nach Nohra (1. Dezember 2007)
- Auflösung der Gemeinde Gutendorf – Eingliederung nach Bad Berka (1. Dezember 2008)
- Auflösung der Gemeinden Auerstedt, Flurstedt, Gebstedt, Reisdorf und Wickerstedt – Eingliederung nach Bad Sulza, welches zur Landgemeinde erhoben wird (31. Dezember 2012)
- Auflösung der Gemeinden Liebstedt, Mattstedt, Niederreißen, Niederroßla, Nirmsdorf, Oberreißen, Oßmannstedt, Pfiffelbach und Willerstedt – Zusammenschluss zur Landgemeinde Ilmtal-Weinstraße (31. Dezember 2013)
- Auflösung der Gemeinde Ködderitzsch – Eingliederung nach Bad Sulza (1. Januar 2019)
- Auflösung der Gemeinden Berlstedt, Buttelstedt (Stadt), Großobringen, Heichelheim, Kleinobringen, Krautheim, Ramsla, Sachsenhausen, Schwerstedt, Vippachedelhausen und Wohlsborn – Zusammenschluss zur Stadt und Landgemeinde Am Ettersberg (1. Januar 2019)
- Auflösung der Gemeinden Kromsdorf, Rohrbach und Leutenthal – Eingliederung nach Ilmtal-Weinstraße (1. Januar 2019)
- Am Ettersberg ist keine Stadt mehr (1. August 2019)
- Auflösung der Gemeinden Bechstedtstraß, Daasdorf a. Berge, Hopfgarten, Isseroda, Mönchenholzhausen, Niederzimmern, Nohra, Ottstedt a. Berge und Troistedt – Zusammenschluss zur Stadt und Landgemeinde Grammetal (31. Dezember 2019)
- Auflösung der Gemeinde Saaleplatte – Eingliederung nach Bad Sulza (31. Dezember 2019)
- Auflösung der Gemeinde Rannstedt – Eingliederung nach Bad Sulza (1. Januar 2023)

### Verwaltungsgemeinschaften und erfüllende Gemeinden
- Auflösung der Verwaltungsgemeinschaften Kleinromstedt und Wormstedt – Zusammenschluss zur Verwaltungsgemeinschaft Ilm-Saale-Platte (11. Oktober 1994)
- Auflösung der Verwaltungsgemeinschaften Isseroda und Tröbsdorf – Zusammenschluss zur Verwaltungsgemeinschaft Grammetal (3. November 1994)
- Die Stadt Blankenhain wird erfüllende Gemeinde für die Stadt Magdala (1. Januar 1996)
- Auflösung der Verwaltungsgemeinschaft Bad Sulza – Die Stadt Bad Sulza wird erfüllende Gemeinde für alle Mitgliedsgemeinden (15. Februar 1996)
- Auflösung der Verwaltungsgemeinschaft Ilm-Saale-Platte – Bildung der Gemeinde Saaleplatte (15. März 1996)
- Die Stadt Blankenhain ist nicht länger erfüllende Gemeinde für die Stadt Magdala – Erweiterung der Verwaltungsgemeinschaft Mellingen um die Stadt Magdala (1. Januar 2002)
- Ausscheiden der Gemeinde Gutendorf aus der Verwaltungsgemeinschaft Grammetal (30. November 2008)
- Die Stadt Bad Sulza ist nicht länger erfüllende Gemeinde für die Gemeinden Auerstedt, Flurstedt, Gebstedt, Reisdorf und Wickerstedt (31. Dezember 2012)
- Die Stadt Bad Sulza wird erfüllende Gemeinde für die Gemeinde Saaleplatte (31. Dezember 2013)
- Auflösung der Verwaltungsgemeinschaft Ilmtal-Weinstraße – Umwandlung in die Landgemeinde Ilmtal-Weinstraße mit Ausnahme der Gemeinde Kromsdorf; Ilmtal-Weinstraße wird die erfüllende Gemeinde (31. Dezember 2013)
- Auflösung der Verwaltungsgemeinschaften Berlstedt und Buttelstedt – Zusammenschluss zur Verwaltungsgemeinschaft Nordkreis Weimar (31. Dezember 2013)
- Die Stadt Bad Sulza ist nicht länger erfüllende Gemeinde für die Gemeinde Ködderitzsch (1. Januar 2019)
- Auflösung der Verwaltungsgemeinschaft Nordkreis Weimar – Umwandlung in die Stadt und Landgemeinde Am Ettersberg mit Ausnahme der Gemeinden Ballstedt, Ettersburg, Neumark (Stadt), Leutenthal und Rohrbach; Am Ettersberg wird die erfüllende Gemeinde für Ballstedt, Ettersburg und Neumark; Eingliederung von Leutenthal und Rohrbach in die Landgemeinde Ilmtal-Weinstraße (1. Januar 2019)
- Auflösung der Verwaltungsgemeinschaft Grammetal – Umwandlung in die Landgemeinde Grammetal (31. Dezember 2019)
- Die Stadt Bad Sulza ist nicht länger erfüllende Gemeinde für die Gemeinde Saaleplatte (31. Dezember 2019)
- Die Stadt Bad Sulza ist nicht länger erfüllende Gemeinde für die Gemeinde Rannstedt (1. Januar 2023)

## Kfz-Kennzeichen
Am 1. Juli 1994 wurde dem Landkreis das Kfz-Unterscheidungszeichen APD (Apolda) zugewiesen. Dieses wurde am 1. Februar 1995 vom neuen Unterscheidungszeichen AP abgelöst.
Bis etwa zum Jahr 2000 erhielten Fahrzeuge aus den Teilkreisen besondere Erkennungsnummern:
| Gebiet           | Buchstaben | Zahlen    |
| ---------------- | ---------- | --------- |
| Teilkreis Apolda | A bis N    | 1 bis 999 |
| Teilkreis Apolda | AA bis NZ  | 1 bis 99  |
| Teilkreis Weimar | P bis Z    | 1 bis 999 |
| Teilkreis Weimar | PA bis ZZ  | 1 bis 99  |

Seit dem 24. November 2012 ist aufgrund der Kennzeichenliberalisierung das Kürzel APD wieder erhältlich.

## Sehenswürdigkeiten
Das Weimarer Land ist geprägt durch seine landschaftliche Schönheit („Toskana des Ostens“).
Besonders erwähnenswert sind:
- Kunsthaus Apolda
- Kurstadt Bad Berka
- Kurstadt Bad Sulza mit der Toskana-Therme
- Oberschloss Kranichfeld
- Thüringer Freilichtmuseum Hohenfelden
- Wasserburg Kapellendorf
- Wielandgut Oßmannstedt
- Schloss Kromsdorf
- Ordenskomturei Liebstedt
- Rittergut Auerstedt
- Thüringer Kloßmuseum Heichelheim

## Tourismus
- Es gibt ein weitverzweigtes Netz an (Rad-)Wanderwegen: „Goethe-Erlebnisweg“, „Klassikerstraße“, „Feininger-Wanderweg“, „Napoleon-Wanderweg“, „Ilmradwanderweg“, „Porzellanstraße“, „Bier-“ und „Burgenstraße“, „Thüringenweg“